# Мотта, Марко
Марко Мотта (итал. Marco Motta; род. 14 мая 1986, Мерате, Ломбардия) — итальянский футболист, защитник.

## Карьера

### Клубная
Мотта — воспитанник «Аталанты». В 2004 году начал играть за клуб. Сезон 2005/06 игрок начал в составе «Удинезе», который владел 50 % прав на футболиста. Остальную часть «Удинезе» выкупил в летом 2007 года и почти сразу отдал игрока в аренду «Торино», где он провёл неплохой сезон. Вернувшись в «Удинезе», Мотта игроком основы не стал, но нередко выходил на поле.
5 июля 2010 года Мотта перешёл в «Ювентус» на правах аренды с первоочередным правом выкупа контракта игрока за 5 млн евро.
22 июня 2011 года «Ювентус» объявил о том, что с игроком заключён трёхлетний контракт, а его трансфер выкуплен у «Удинезе». Сумма сделки составила 3,75 млн евро, выплачиваемых в течение трёх лет.
30 января 2012 года игрок перешёл в «Катанию» на правах аренды до конца сезона 2011/12.
19 июля 2012 года футболист перешёл в «Болонью» на правах годичной аренды.

### Международная
Мотта сыграл 31 матч за молодёжную сборную Италии, выиграв с ней юношеский турнир в Тулоне. Также он участвовал в Олимпийских Играх 2008.
10 августа 2010 года дебютировал в первой сборной Италии в товарищеском матче с сборной Кот-д’Ивуаром.

## Достижения
- Победитель юношеского турнира в Тулоне: 2008